# Estadio Municipal Fernando Ross Marchessi
El estadio municipal Fernando Ross Marchessi es un recinto deportivo multiusos ubicado en la comuna de Cartagena, Región de Valparaíso, Chile. Es propiedad de la Ilustre Municipalidad de Cartagena y cuenta con capacidad para 2000 espectadores.

## Historia
El Estadio fue inaugurado en la década de los 50 y constaba de una cancha de fútbol la cual era utilizada por los clubes de la Asociación local de Cartagena. Entre 1983 y 1987 acogió los partidos de local del Club Sportivo Cartagena en la Tercera División de Chile. En 1996 el recinto fue bautizado como Fernando Ross Marchessi en honor a un antiguo alcalde de la ciudad de Cartagena. 
En marzo de 2009 el recinto fue reinaugurado tras una completa remodelación que incluyó rehacer la cancha unos metros al oriente, gradas para 2.000 espectadores, nueva pista atlética de maicillo y nuevo acceso principal.

### Remodelación y primer partido profesional
Entre 2018 y 2019 el estadio fue nuevamente remodelado, esta vez se añadió nueva iluminación artificial, cancha de pasto sintético, renovación de gradas, reja olímpica y pista atlética de tartán. Las obras fueron inauguradas el 22 de marzo de 2019 y al día siguiente acogió su primer partido profesional cuando San Antonio Unido cayó ante Deportes La Serena por 1-2 en duelo válido por la Copa Chile de ese año.
Tras la última remodelación el estadio ha sido utilizado por San Antonio Unido tanto en Segunda División Profesional como en Copa Chile debido a las obras de remodelación del Estadio Olegario Henríquez de la vecina comuna de San Antonio.